# Kenai (gorovje)
Kenai (angleško Kenai Mountains, denajinsko Yaghanen Dghili) je gorovje v ameriški zvezni državi Aljaska, ki se razteza od južnega dela polotoka Kenai do gorovja Chugach. 
Povprečna nadmorska višina vrhov gorovja Kenai je od 900 do 1500 metrov. Najvišji vrh je Truuli Peak, ki seže 2015 metrov nad gladino morja. Med najvišje vrhove štejejo še Isthmus Peak (1991 m), Peak 6500 (1981 m), Andy Simons Mountain (1953 m), McCarty Peak (1951 m) in Sheep Mountain (1922 m). Obstaja še nekaj pomembnih vrhov. Bard Peak (1127 m) leži v bližini jezera Portage in naselja Whittier. Carpathian Peak (1785 m) leži v bližini ledenika Spencer, Mount Alice (1605 m) pa v bližini naselja Seward in zaliva Resurrection. Paradise Peak (1602 m) leži južno od ledenika Sargent, Phoenix Peak (1571 m) zahodno od naselja Seward, Tiehacker Mountain (1211 m) pa se dviga nad dolino pred jezerom Nellie Juan Lake.
Iz gorovja Kenai izhajata ledenika Sargent in Harding ter številni manjši ledeniki, ki se porajajo iz teh dveh glavnih ledenikov. Skozi gorovje teče nekaj rek, med katerimi sta najbolj pomembni Kenai in Russian, ki sta znani po svojih populacijah lososov. Reka Russian se izliva v reko Kenai, ki pa se izliva v Cookov zaliv na zahodni obali polotoka Kenai. Še ena reka, ki teče skozi gorovje Kenai, je Resurrection, ki se izliva v Tihi ocean v bližini naselja Seward na vzhodni obali polotoka Kenai.
V staroselskem jeziku dena'ina se gorovje imenuje Yaghanen Dghili, kar pomeni 'gore dobre dežele'. Ime Kenai je prvi leta 1849 uporabil Constantin Grewingk, ki je do podatkov o tem območju prišel na podlagi potopisa ruskega raziskovalca Ilje Voznesenskega iz leta 1842.

## Galerija
- Pogled na vrh Carpathian Peak
- Ledenik v gorovju Kenai
- Pogled na vrh Mount Alice
- Jezero Portage in vrh Bard Peak